# Matt Bennett
Matthew H. Bennett (Massapequa, Nueva York, 13 de noviembre de 1991) es un actor y cantante estadounidense, conocido por interpretar a Robbie Shapiro en la serie de Nickelodeon Victorious.

## Biografía
Matt Bennett nació en el estado de Nueva York pero vivió gran parte de su vida en Los Ángeles, California. Participó como Greg el Interno en Michael & Michael Have Issues. Protagonizó la película (comedia) "The Virginity Hit" y luego Dan Schneider lo contrató para dar vida a Robbie Shapiro en la serie de Nickelodeon Victorious. Participa actualmente en el programa de Nickelodeon Figure It Out. Tuvo una aparición especial en un episodio del programa Game Shakers Como estrella invitada en el programa de Helen (Yvette Nicole Brown)

## Filmografía
| Películas        | Películas                      | Películas                                | Películas                                                                          |
| Año              | Título                         | Personaje                                | Notas                                                                              |
| ---------------- | ------------------------------ | ---------------------------------------- | ---------------------------------------------------------------------------------- |
| 2010             | The Virginity Hit              | Matt                                     | Protagonista                                                                       |
| 2010             | Text Me                        | Noah                                     | Cortometraje                                                                       |
| 2011             | Bridesmaids                    | Hijastro de Helen                        | Cameo                                                                              |
| 2015             | Me & Earl & the Dying Girl     | Scott Mayhew                             |                                                                                    |
| 2015             | The Stanford Prison Experiment | Kyle Parker                              |                                                                                    |
| Televisión       |                                |                                          |                                                                                    |
| Año              | Título                         | Personaje                                | Notas                                                                              |
| 2009             | Totally for Teens              | Episodio: Piloto                         |                                                                                    |
| 2009             | Michael & Michael Have Issues  | Greg el Interno                          | "Greg the Intern" (temp. 1, ep. 1)                                                 |
| 2010-2013        | Victorious                     | Robert "Robbie" Shapiro                  | Papel principal; 57 episodios                                                      |
| 2011             | BrainSurge                     | él mismo                                 | Concursante                                                                        |
| 2011, 2012       | iCarly                         | Robbie Shapiro, Gibby (universo alterno) | Crossover: "iParty with Victorious" (temp. 4, eps. 11–13) Episodio: "iApril Fools" |
| 2012             | Figure It Out                  | él mismo                                 | Panelista (eps. 1, 4, 6, 13, 18, 19, 29, 33, 40, 41, 43, 44)                       |
| 2013, 2014       | Sam & Cat                      | Robert "Robbie" Shapiro                  | Episodio: "#TheKillerTunaJump: #Freddie #Jade #Robbie" (temp. 1, ep. 23)           |
| 2015             | The Big Bang Theory            | Josh Wolowitz                            | "The Fortification Implementation" (temp. 8, ep. 20)                               |
| 2015             | Shameless                      | Wiley                                    | Episodio: "Carl's First Sentencing" (temp. 5, ep. 9)                               |
| 2015             | Game Shakers                   | él mismo                                 | Episodio: "Tiny Pickles" (temp. 1, ep. 5)                                          |
| 2016             | Fresh Off The Boat             | Corey                                    | Episodio: "Gotta Be Me" (temp. 2, ep. 22)                                          |
| 2018             | Grey's Anatomy                 | Steve                                    | Episodio: "Viejas marcas, futuros corazones" (temp. 14, ep. 15)                    |
| Videos musicales |                                |                                          |                                                                                    |
| Año              | Título                         | Artista                                  | Notas                                                                              |
| 2015             | One Last Time                  | Ariana Grande                            |                                                                                    |
| 2015             | Lowlife                        | That Poppy                               |                                                                                    |
| 2018             | Thank u', next                 | Ariana Grande                            |                                                                                    |

## Discografía

### Álbumes de estudio
| Título         | Detalles                                                                                             |
| -------------- | --- |
| Terminal Cases | - Lanzamiento: 10 de junio de 2012 - Formatos: CD, Descarga digital - Discográfica: Caroline Records |

### EPs
| Warm Fuzzies                                                                    | - Lanzamiento: 20 de mayo de 2012 - Formatos: Descarga digital - Discográfica: Independiente |
| "—" denotes releases that did not chart or were not released in that territory. |                                                                                              |

## Tours
Promocionales
- Victorious: In Concert (2011)

Acto de apertura
- Miranda Cosgrove - Miranda Cosgrove Summer Tour (2012)

## Premios y nominaciones
| Año  | Premiación            | Categoría                                  | Trabajo    | Resultado |
| ---- | --------------------- | ------------------------------------------ | ---------- | --------- |
| 2011 | Kids Choice Awards UK | Personaje Más Gracioso de Nick Reino Unido | Victorious | Nominado  |